# Mikhail Bakunin (Lost)
 Denne artikel omhandler en karakter i tv-serien "Lost.". Opslagsordet har også en anden betydning, se Mikhail Bakunin.
Mikhail Bakunin er en fiktiv karakter i den amerikanske tv-serie Lost. Han er opkaldt efter den russiske anarkist af samme navn, og er spillet af Andrew Divoff. Han har en birolle i serien og indtræder i tredje sæsons The Cost of Living. Han karakteriseres ved en klap for øjet og sin gennemtrængende russisk-engelske accent.

## Biografi

### Før øen
Mikhail blev født i Kijev, der på hans fødetid tilhørte USSR. 

### På øen
En stor del af tiden på øen har Mikhail tilbragt i The Flame, hvor han opererede kommunikationen med fastlandet.

#### Sæson 3
I "The Cost of Living" afslører Mikhail sin eksistens via en overvågningsskærm på The Pearl. I "Enter 77" finder Locke, Sayid, Danielle og Kate hans fysiske opholdssted, kommunikationsstationen The Flame. Efter et mislykket forsøg på at bilde dem ind at han tilhører Dharma Initiative og var det eneste levende medlem fra initiativets tid, bringer ekskursionen ham med til Otherville, som gidsel.
Locke skubber ham gennem det supersoniske forsvarshegn beliggende om Otherville, og Mikhail betragtes død, indtil han dukker op igen i "Catch-22," muligvis efter at have fulgt en nødraket Hurley affyrede. Hans flugt fra Desmond, Jin, Charlie og Hurley er uden succes, og Mikhail tvinges til at operere Naomis kollapsede lunge. Derefter lader de ham gå, og han vender ubesværet tilbage til sin lejr hvor han informerer Ben om Naomis tilstedeværelse på øen. Mikhail sendes øjeblikkeligt til The Looking Glass for at rydde op i Bens krakellerende løgnhistorie, der kun synes trukket på tyndis da Mikhail næsten opgiver sin loyalistiske adfærd.
Desmonds fremtidsvision om Charlies død realiseres af Mikhail. Umiddelbart efter Charlie har afbrudt jammeren af øens transmissioner er Mikhail forsvundet fra stationens interiør. Han dukker op ude foran vinduet til det rum Charlie befinder sig, og sprænger en granat i hånden på sig selv. Glasset sprænges og rummet fyldes med det vand Charlie drukner i.
| Fjernsyn | Spire Denne artikel om et tv-program er en spire som bør udbygges. Du er velkommen til at hjælpe Wikipedia ved at udvide den. |